# Nicki Doff
Alois Doff jr. (* 23. Juni 1963 in München) ist ein ehemaliger deutscher Kinderstar. Als Sänger trat er unter dem Künstlernamen Nicki auf, wobei er auf Plattencovern auch als Der kleine Nicki vermarktet wurde. 

## Leben
Schon als kleiner Junge trat er zusammen mit seinem Vater Alois Doff senior bei Heimatabenden für Touristen in seinem damaligen Wohnort Anger in Oberbayern auf.  Doff wurde in den 1970er Jahren als Nachfolger von Heintje aufgebaut. Er sang und spielte schon im Alter von zehn Jahren Schlagzeug, konnte jedoch nicht an den Erfolg Heintjes anknüpfen. 
Zusammen mit Lonny Kellner sang Doff 1969 das Duett Wenn ich groß bin, liebe Mutti. Im Fernsehen war er u. a. Gast in der Peter Alexander Show sowie Sketchpartner von Ilja Richter in dessen Sendung Disco. Er trat zudem in zwei Filmen auf: In Die lustigen Vier von der Tankstelle aus dem Jahr 1972 war er an der Seite von Uschi Glas und Michael Schanze zu sehen und sang mehrere Titel. Im 1973 entstandenen Film Blau blüht der Enzian trat er als Assistent von Bata Illic auf, spielte zu dessen Liedern Schlagzeug und sang selbst den Titel Yuppididuh. Mit dem Eintritt des Stimmbruchs neigte sich seine Karriere ihrem Ende zu.

## Diskografie

### Alben
- 1971: Nicki I (als Klein Nicki; mit Lois Doff, Marianne Doff und Original Höglwörther Buam)
- 1972: Nicki II (als Nicki)
- 1973: Wunderbare Weihnachtszeit (als Nicki)
- 1974: Nicki III (als Nicki)
- 1975: Nicki und seine Lieblingslieder (als Nicki)

### Singles
- 1968: Wenn ich groß bin, liebe Mutter (als Nicki; mit Lonny Kellner)
- 1971: Mein Pony und ich (als Der kleine Nicki)
- 1971: Ich fang’ die Sonne ein
- 1972: Wenn du mir was schenken willst
- 1972: Auch wir kleinen Leute
- 1973: Ich hab dich lieb, Mama
- 1973: Abenteuer am Lagerfeuer
- 1974: Pony-Hopp / Frühling auf Immenhof
- 1974: Abra-Cadabra
- 1974: Ik vind je lief, Mama / Abra-Cadabra
- 1974: Oh mein Papa
- 1975: Es wird ja immer wieder Frühling
- 1976: Die Geschichte von Bugsy Malone (als Nick Daniels)